# Брант ІІ
Брант II (пол. Brant II) – шляхетський герб з нобілітації, різновид герба Брант з елементами герба Корчак.

## Опис герба
В полі невідомого кольору дві балки, з яких на верхньому три червоні полум'я.
У клейноді три червоні полум'я.

## Найбільш ранні згадки
Наданий 10 липня 1512 року Освальду, Міхалу й Ахацію Брантам.

## Роди
Бранти (Brant).